# Liste Schweizer Generäle

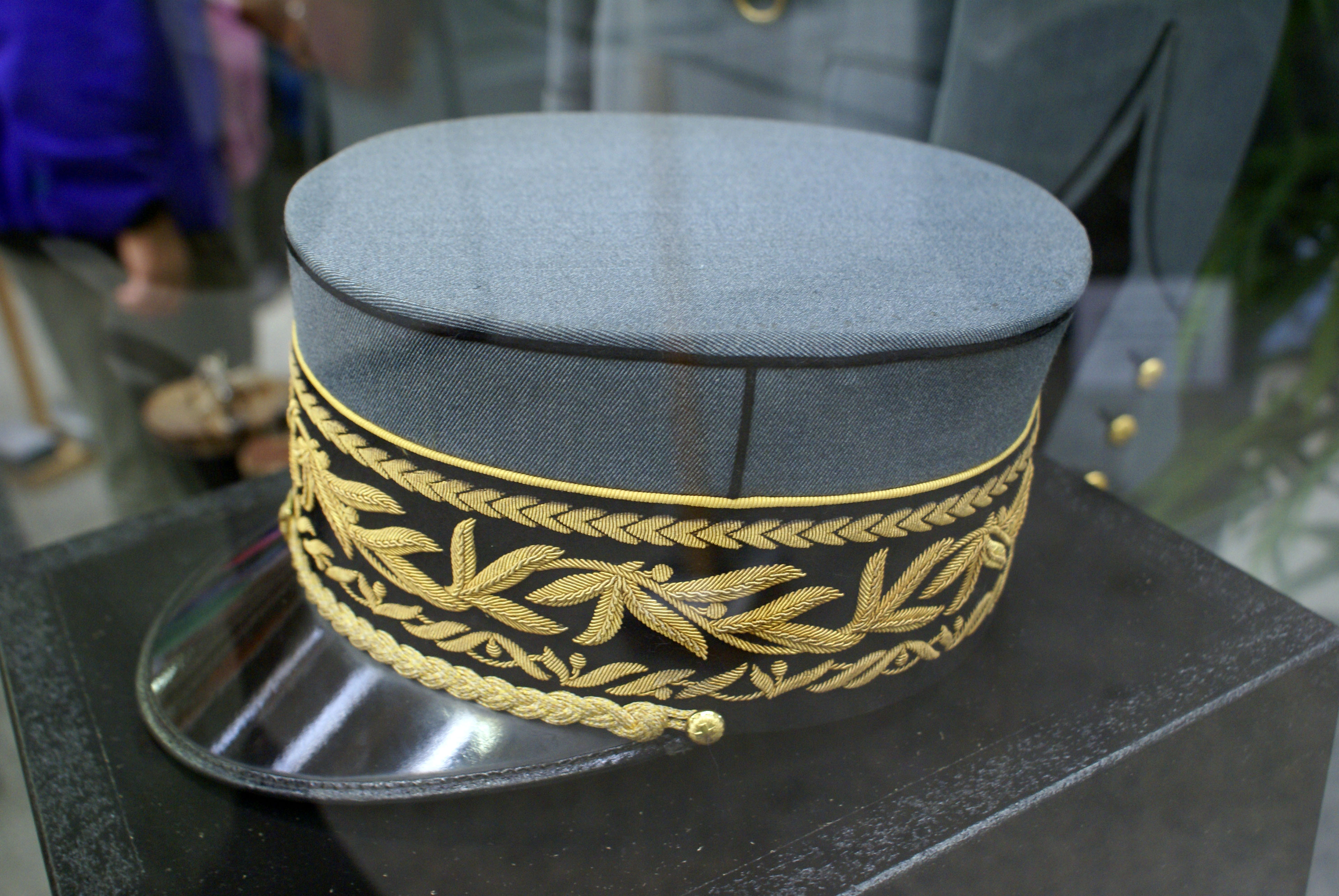
Uniformkäppi des Generals der Schweizer Armee im Zweiten Weltkrieg, Henri Guisan

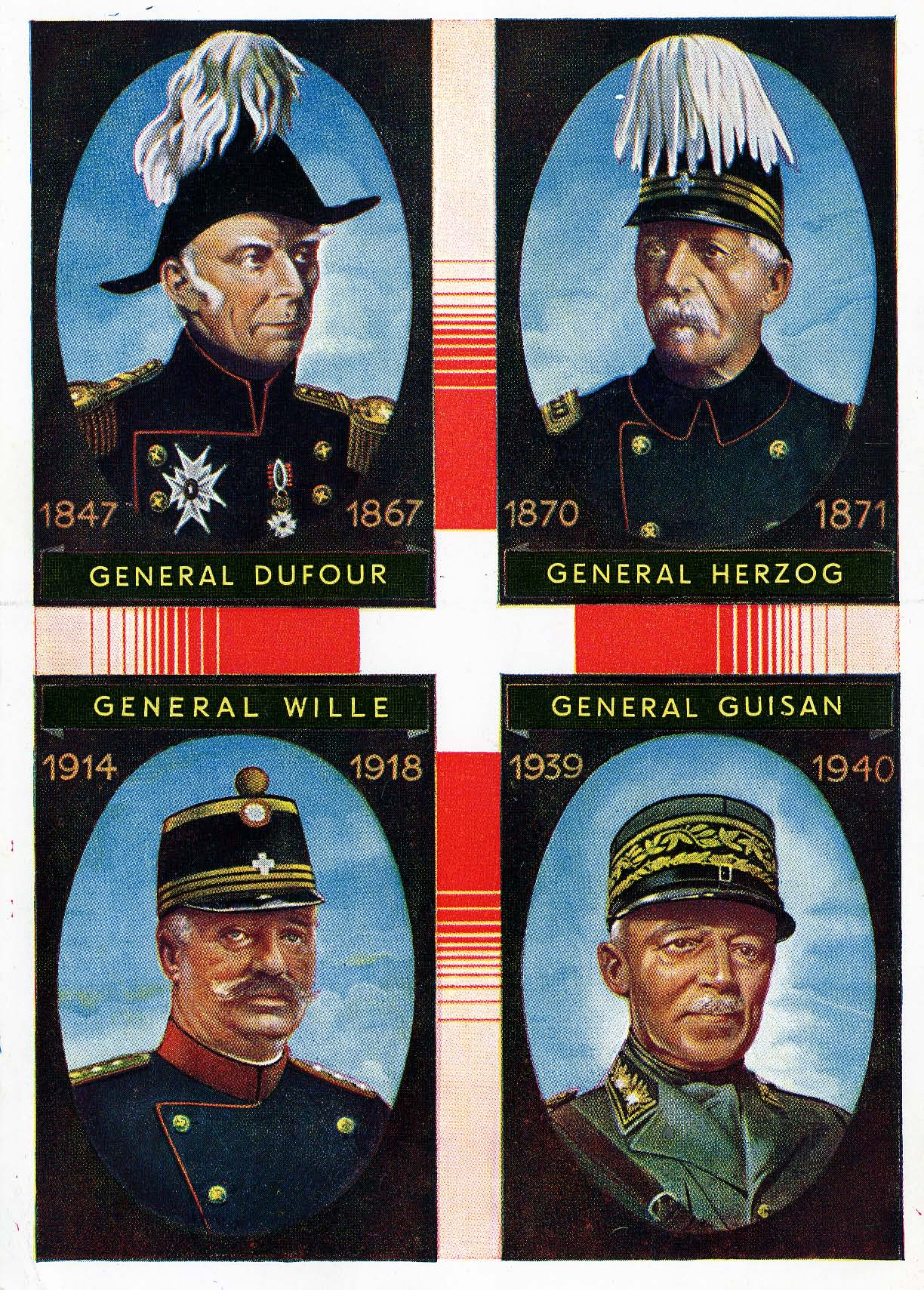
Postkarte von den vier Generälen des Bundesstaates

Diese Liste Schweizer Generäle listet alle während der Geschichte der Schweiz ernannten Generäle auf.
Der General ist der höchste Dienstgrad der Schweizer Armee. Er ist für den Oberbefehlshaber der Armee reserviert. Ein General wird nur in Kriegszeiten ernannt.
| Frühe Neuzeit, vor 1798                       | Frühe Neuzeit, vor 1798 | Frühe Neuzeit, vor 1798                                                                         | Frühe Neuzeit, vor 1798 |
| General                                       | Jahr                    | Krieg                                                                                           | Wahlbehörde             |
| --------------------------------------------- | ----------------------- | ----------------------------------------------------------------------------------------------- | ----------------------- |
| Ulrich von Hohensax (ca. 1462–1538)           | 1512/1513               | Pavierzug (Italienische Feldzüge)                                                               | Tagsatzung              |
| Hans Ludwig von Erlach-Castelen (1595–1650)   | 1633 und 1636           | Dreissigjähriger Krieg                                                                          | Tagsatzung              |
| Wilhelm Bernhard von Muralt (1737–1796)       | 1792                    | Besetzung von Genf                                                                              | Tagsatzung              |
| Karl Ludwig von Erlach (1746–1798)            | 1798                    | Einfall der Franzosen                                                                           | Tagsatzung              |
| Helvetische Republik 1798 – 1803              |                         |                                                                                                 |                         |
| General                                       | Jahr                    | Krieg                                                                                           | Ernannt durch           |
| Augustin Keller (1754–1799 letztm. Erwähnung) | 1799                    | Feldzüge von 1799 Ernennung am 28. März 1799; Abberufung am 24. Mai 1799 wegen Unfähigkeit      | das Direktorium         |
| Johann Weber (1752–1799)                      | 1799                    | Feldzüge von 1799 Ernennung am 24. Mai 1799; gefallen am 25. Mai 1799 im Gefecht bei Frauenfeld | das Direktorium         |
| Joseph Leonz Andermatt                        |                         |                                                                                                 | das Direktorium         |
| Pierre von der Weid                           |                         |                                                                                                 | das Direktorium         |
| Mediation und Restauration 1803 – 1847        |                         |                                                                                                 |                         |
| General                                       | Jahr                    | Krieg                                                                                           | Wahlbehörde             |
| Niklaus Rudolf von Wattenwyl (1760–1832)      | 1805, 1809 und 1813     | Mobilmachungen                                                                                  | Tagsatzung              |
| Niklaus Franz von Bachmann (1740–1831)        | 1815                    | Feldzug in die Freigrafschaft                                                                   | Tagsatzung              |
| Charles-Jules Guiguer de Prangins (1780–1840) | 1830 und 1838           | Mobilmachungen                                                                                  | Tagsatzung              |
| Peter Ludwig von Donatz (1782–1849)           | 1845                    | Freischarenzüge                                                                                 | Tagsatzung              |
| Guillaume-Henri Dufour (1787–1875)            | 1847                    | Sonderbundskrieg                                                                                | Tagsatzung              |
| Johann Ulrich von Salis-Soglio (1790–1874)    | 1847                    | Sonderbundskrieg                                                                                | Sonderbund              |
| Bundesstaat, ab 1848                          |                         |                                                                                                 |                         |
| General                                       | Jahr                    | Krieg                                                                                           | Wahlbehörde             |
| Guillaume-Henri Dufour (1787–1875)            | 1849, 1856 und 1859     | Mobilmachungen: Büsinger-Handel (1849), Neuenburger Handel (1856) + Savoyer Handel (1859)       | Bundesversammlung       |
| Hans Herzog (1819–1894)                       | 1870/1871               | Deutsch-Französischer Krieg                                                                     | Bundesversammlung       |
| Ulrich Wille (1848–1925)                      | 1914–1918               | Erster Weltkrieg                                                                                | Bundesversammlung       |
| Henri Guisan (1874–1960)                      | 1939–1945               | Zweiter Weltkrieg                                                                               | Bundesversammlung       |

In der Schweiz wird die Gattungsbezeichnung General für alle Dienstgrade oberhalb des Obersten als unüblich angesehen. Die üblichen höchsten entsprechenden Rangbezeichnungen lauten auf Deutsch Brigadier, Divisionär und Korpskommandant. Diesbezüglich wird der Chef der Armee (CdA) als höchster militärischen Grad ausserhalb von Kriegszeiten angesehen. Da es in der Schweiz mehrere Korpskommandanten gibt, kann der Chef der Armee als Primus inter pares angesehen werden. Aktuell handelt es sich hierbei um Thomas Süssli, welche diese Stellung als Korpskommandant innehat.
Die Leiter der Schweizer Delegation in der Neutralen Überwachungskommission in Korea erhalten für die Dauer ihrer Mission den Titel Major-General (entsprechend einem Divisionär).